# Скримджер, Александр Генри, 12-й граф Данди
Александр Генри Скримджер, 12-й граф Данди (англ. Alexander Henry Scrymgeour, 12th Earl of Dundee; родился 5 июня 1949) — шотландский пэр, консервативный политик и глава клана Скримджер.

## Биография
Родился 5 июня 1949 года. Единственный сын Генри Скримджера-Уэддерберна, 11-го графа Данди (1902—1983), и Патриции Монтегю Дуглас Скотт (1910—2012). Образование получил в Итонском колледже и Университете Сент-Эндрюс. Он был почётным пажом королевы Елизаветы II.
Первый активный опыт лорда Скримджера в качестве консервативного политика был кандидатом от партии на дополнительных выборах в Гамильтоне в 1978 году. Он заседал в Палате лордов после смерти своего отца в 1983 году и служил лордом в ожидании (кнут Консервативной партии в Палате лордов) с 1986 по 1989 год. Он занимал должности представителя правительства по вопросам образования (1986—1988), представителя правительства по делам Шотландии (1986—1989), представителя правительства по внутренним делам и по вопросам энергетики (1987—1989). Он был избран наследственным пэром (как граф Данди) в 1999 году.
С 1992 по 1997 год Александр Генри Скримджер был представителем Великобритании в Организации по безопасности и сотрудничеству в Европе. Он также был членом парламента Совета Европы и Западноевропейского парламента с 1992 по 1999 год. Граф является почётным консулом Хорватии в Эдинбурге и награждён орденом князя Бранимира . Фонд Данди работает на далматинском побережье в Хорватии от имени Министерства иностранных дел для распределения гуманитарной помощи некоторым беднейшим людям на Балканах.
Фермер с тридцатилетним стажем, фермерская компания лорда Данди управляет примерно 2000 акрами земли в графствах Файф и Ангус. Данди заседал в палате представителей с 1983 года, где он пользовался своими привилегиями в ряде постоянных комитетов по сельскому хозяйству и охране окружающей среды. Совсем недавно его интересы обратились к вопросам здоровья.
Лорд Данди также является наследственным королевским знаменосцем Шотландии, констеблем Данди и главой клана Скримжур. Он является членом нового клуба «Эдинбург и Уайтс» в Лондоне.

## Семья
19 июля 1979 года лорд Данди женился на Шивон Мэри Ллевеллин (умерла 11 марта 2019 года), дочери Дэвида Ллевеллина из 41 Кливленд-сквер, Лондон, и Грейт-Сомерфорда, Уилтшир. У них четверо детей:
- Леди Марина Патриция Скримджер (род. 21 августа 1980), муж — Филип Томпсон, от брака с которым у неё один сын
- Генри Дэвид Скримджер-Уэддерберн, виконт Дадхоуп (род. 20 июня 1982). Был женат на Элоизе ван дер Хейден, от брака с которой у него есть один сын
- Леди Флора Гермиона Вера Скримджер (род. 3 ноября 1985).
- Леди Лавиния Ребекка Элизабет Скримджер (род. 5 ноября 1986).